# Portuscale Cruises
Portuscale Cruises est une compagnie maritime portugaise, spécialisée dans les croisières, dont le siège est installé à Lisbonne. Fondée en 2013 par l’entrepreneur Rui Alegre, elle compose sa flotte en reprenant quatre des cinq navires de la compagnie Classic International Cruises, qui a fait faillite en décembre 2012 : l’Arion (devenu Porto), l’Athéna (renommé Azores), le Funchal et le Princess Danaé (rebaptisé Lisboa). Après avoir investi plusieurs millions d’euros dans la rénovation de ceux-ci, elle doit faire face à de nombreuses difficultés et finit par annuler, au début de l’année 2015, les croisières du seul navire qu’elle exploite sous ses couleurs, le Funchal.
Elle est déclarée en faillite en 2016, tandis que sa flotte est mise en vente. Deux des navires, le Lisboa et le Porto, sont vendus à la casse et détruits, tandis que le navire amiral, le Funchal, est racheté par une société anglaise qui projette de le transformer en hôtel flottant à Londres. Enfin, l’Azores, qui est le doyen de la flotte mais également le plus vieux navire de croisière en activité dans le monde, est repris par la compagnie Cruise & Maritime Voyages, qui l’affrétait au moment de la disparition de Portuscale Cruises.

## Histoire
Origines de la compagnie
Portuscale Cruises est une compagnie maritime portugaise qui voit le jour au début de l’année 2013, et dont le nom provient du latin « Portus Cale » (ce qui se traduit par port d’escale), une ancienne ville portuaire située dans la région de Porto. Rui Alegre, son fondateur, est un entrepreneur portugais. Après avoir découvert le Funchal, désarmé à Lisbonne en 2011 à la suite des difficultés financières de Classic International Cruises (CIC), il le rachète, avec trois autres des cinq navires de cette compagnie lorsque celle-ci disparait en décembre 2012, n’ayant pas réussi à se remettre du décès de son président et fondateur, Georges Potamianos, survenu en mai de cette même année,.
Le Funchal entre en cale sèche afin d’être rénové quelques jours après son acquisition, tandis que des négociations sont entamés avec les créanciers de Classic International Cruises afin de faire lever les saisies qui touchent les trois autres navires, détenus depuis septembre 2012 à Kotor pour l’Arion et à Marseille pour l’Athéna et le Princess Danaé. À l’issue des négociations, ils sont renommés selon des lieux portugais, devenant respectivement Porto, Azores et Lisboa. Le Princess Daphné, désarmé à Corfou et dont l’état est jugé mauvais, est le seul navire de CIC qui ne soit pas repris par Portuscale Cruises. Il est vendu à la casse par ses propriétaires peu après et est détruit à Alang à l’été 2014.
Les autres navires nécessitent toutefois d’importants travaux de remise aux normes. L’Arion, devenu Porto, est le premier navire à sortir rénové des chantiers navals de Lisbonne,,. Il reste dans la capitale portugaise à la suite de l’annulation d’un contrat d’affrètement qui devait le faire naviguer en Méditerranée à l’été 2013,,.
Premières difficultés
Le Funchal, qui conserve son nom historique, est le premier navire à reprendre du service pour Portuscale Cruises, après avoir subi d’importants travaux à Lisbonne, au cours desquelles sa propulsion a été entièrement révisée, tandis que les cabines et les espaces publics ont été refaits à neuf,.

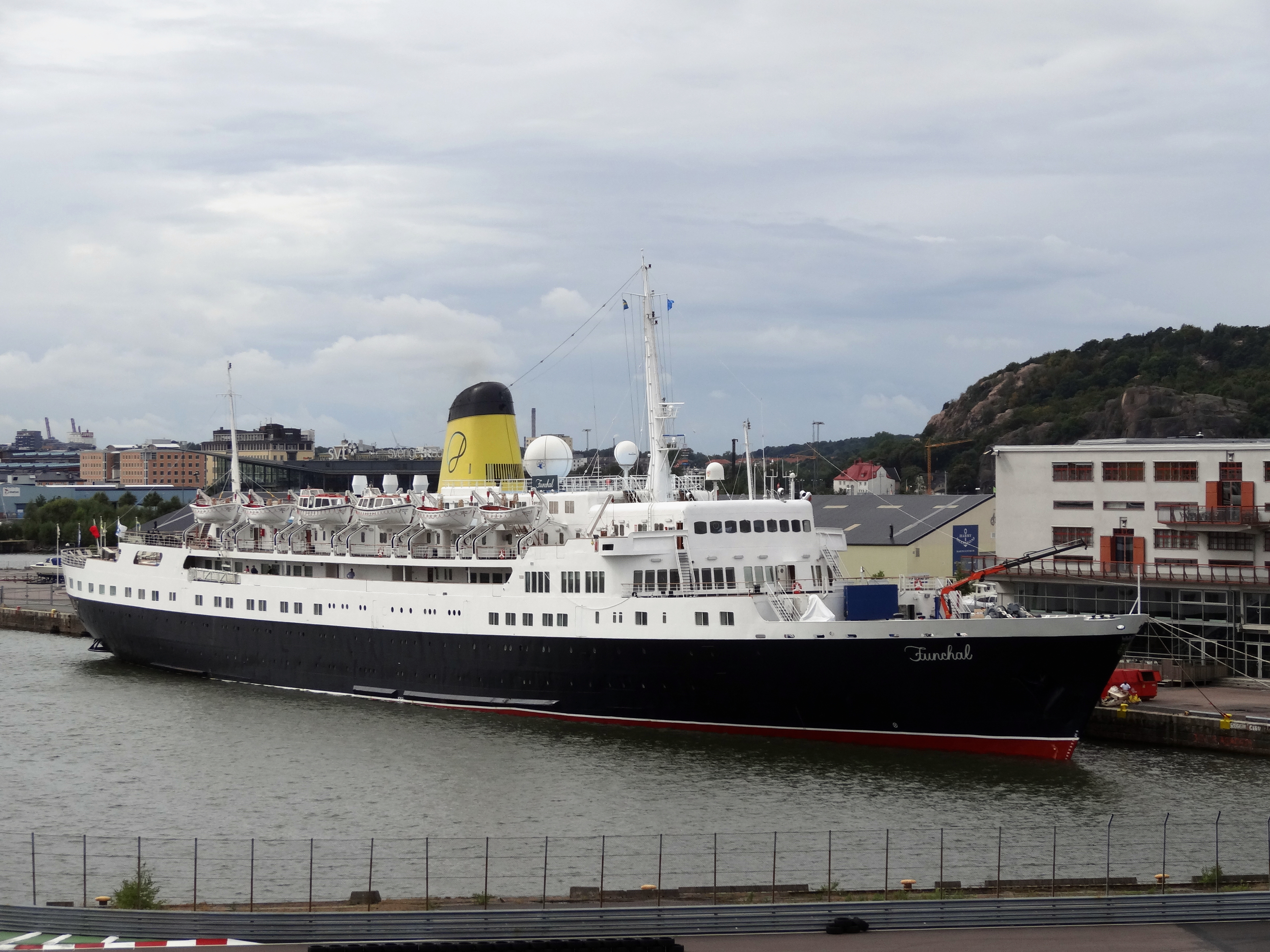
Le Funchal est détenu quelques jours à Göteborg, entrainant l’annulation de sa première croisière.

Destiné à un marché international, il quitte Lisbonne le 22 août 2013 pour se rendre à Göteborg, d’où il doit assurer sa première croisière sous ses nouvelles couleurs. Il y arrive le 26 août, mais est immobilisé le lendemain, alors que les passagers sont déjà à bord, à la suite d'une inspection des autorités portuaires,,. Cette interdiction, motivée par un défaut sur une porte étanche et sur le système d’extinction d’incendie, est levée quelques jours plus tard, lorsque les travaux nécessaires ont été effectués, et le navire reprend du service le 2 septembre 2013,,.
Dans le même temps, les autres navires de la compagnie continuent d’être remis en état. L’Athéna, détenu à Marseille à la suite de la disparition de Classic International Cruises, est entièrement rénové par les chantiers navals de cette même ville, d’abord en cale sèche à l’été 2013, puis à flot jusqu’en février 2014. À cette date, il se rend à Lisbonne, où les derniers aménagements sont faits,,. Au cours de cette remise à niveau, durant laquelle le navire se pare des couleurs de Portuscale Cruises et de son nouveau nom, Azores, ses machines sont révisées, les canalisations d’eau sont intégralement changées et les espaces intérieurs sont refaits,,. Il est affrété par le voyagiste allemand Ambiante Kreuzfahrten pour effectuer des croisières en Europe du Nord de mars à septembre 2014, puis en Méditerranée jusqu’en novembre suivant,. Cet affrètement est finalement raccourci de deux mois, le voyagiste ne parvenant pas à remplir le navire.
Abandon de la rénovation du Lisboa
Si la rénovation des trois premiers navires se déroule sans difficultés majeures, celle de l’ex Princess Danaé, devenu Lisboa, s’avère plus complexe. Le navire entre au chantier naval de Lisbonne en août 2013, où il doit recevoir, en plus d’une remise en état de la structure, de nombreuses améliorations : création d’un centre de bien-être et d’un restaurant privatif, transformation du cinéma en suites dotées de vérandas, réaménagement du pont piscine, rénovation d’un tiers des cabines,,... Les travaux doivent se terminer à l’hiver 2014, afin de permettre au Lisboa de reprendre du service pour le marché français,,. En effet, il est prévu que le navire effectue sa croisière inaugurale au départ de Marseille le 21 février 2014, avant d’enchainer sur un cycle de 23 croisières autour de l’Europe, suivi d’un tour du monde en 135 jours en 2015,,.

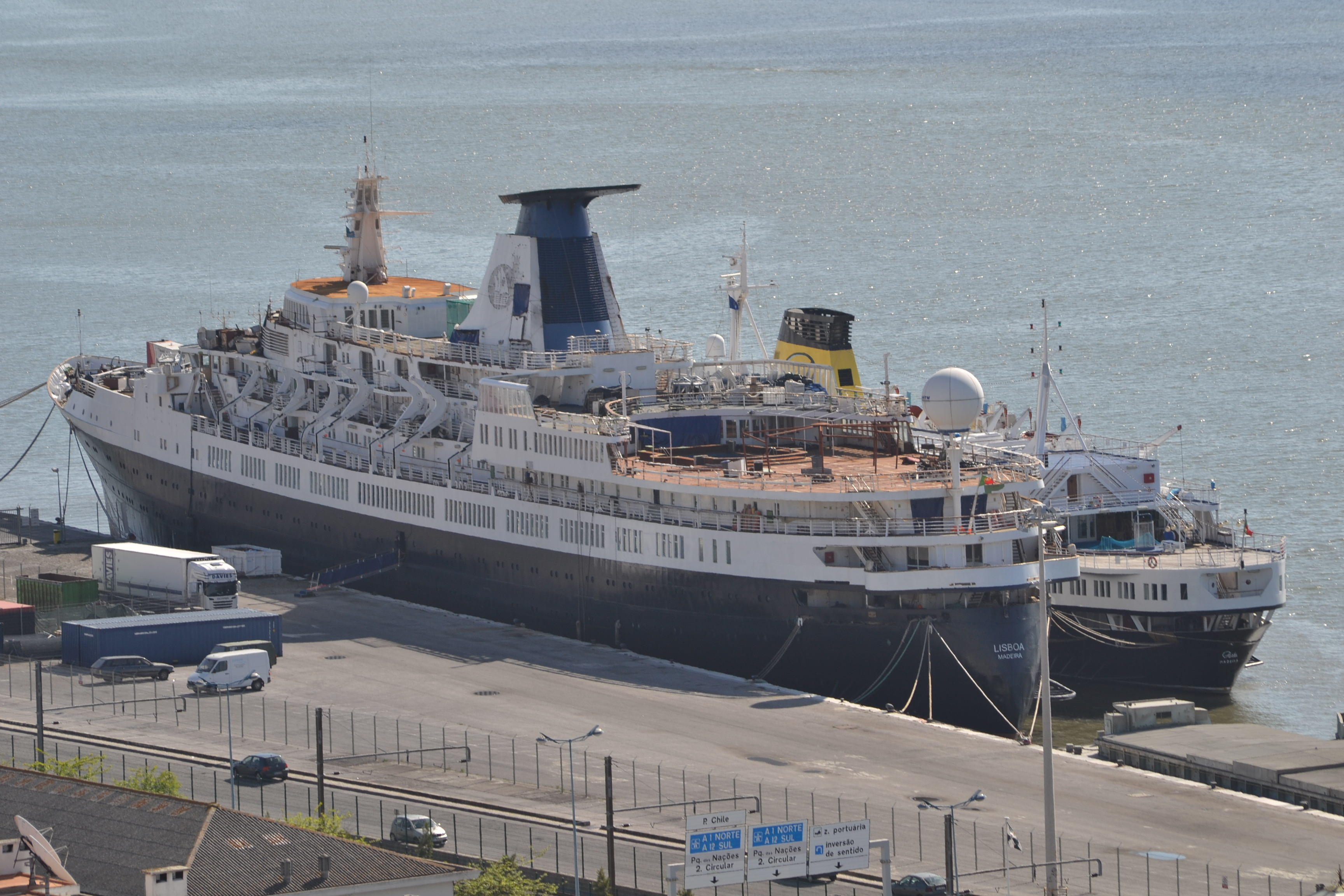
Après l’abandon de sa rénovation, le Lisboa est désarmé aux côtés du Porto.

La compagnie annonce une première modification de ce programme au début du mois de janvier 2014, reportant la mise en service du Lisboa à avril 2014 et justifiant ce changement par la nécessité de mettre le navire en conformité avec l’Annexe VI de la MARPOL, qui doit entrer en vigueur au 1er janvier 2015. Le 15 janvier 2014, sa rénovation est arrêtée, les travaux s’avérant plus importants que prévu et de nombreuses anomalies, non signalées, ayant été repérées,,. La commercialisation des croisières pour 2014 est suspendue et une réévaluation du coût des travaux est engagée afin d’étudier la viabilité du projet,,.
Annulation des croisières du Funchal pour 2015 et disparition de Portuscale
En février 2015, Portuscale Cruises annule la saison de croisières de l’unique paquebot naviguant pour son compte, le Funchal, et le propose en affrètement,. Cette annulation entraine la disparition de la compagnie, qui est officiellement déclarée en faillite au début de l’année 2016, après avoir investi plus de 90 millions d’euros pour acheter rénover les quatre navires de sa flotte. Ces derniers sont repris par Banco Montepio, créancier de Portuscale Cruises, qui les met en vente afin d’éponger les dettes.
Après Portuscale

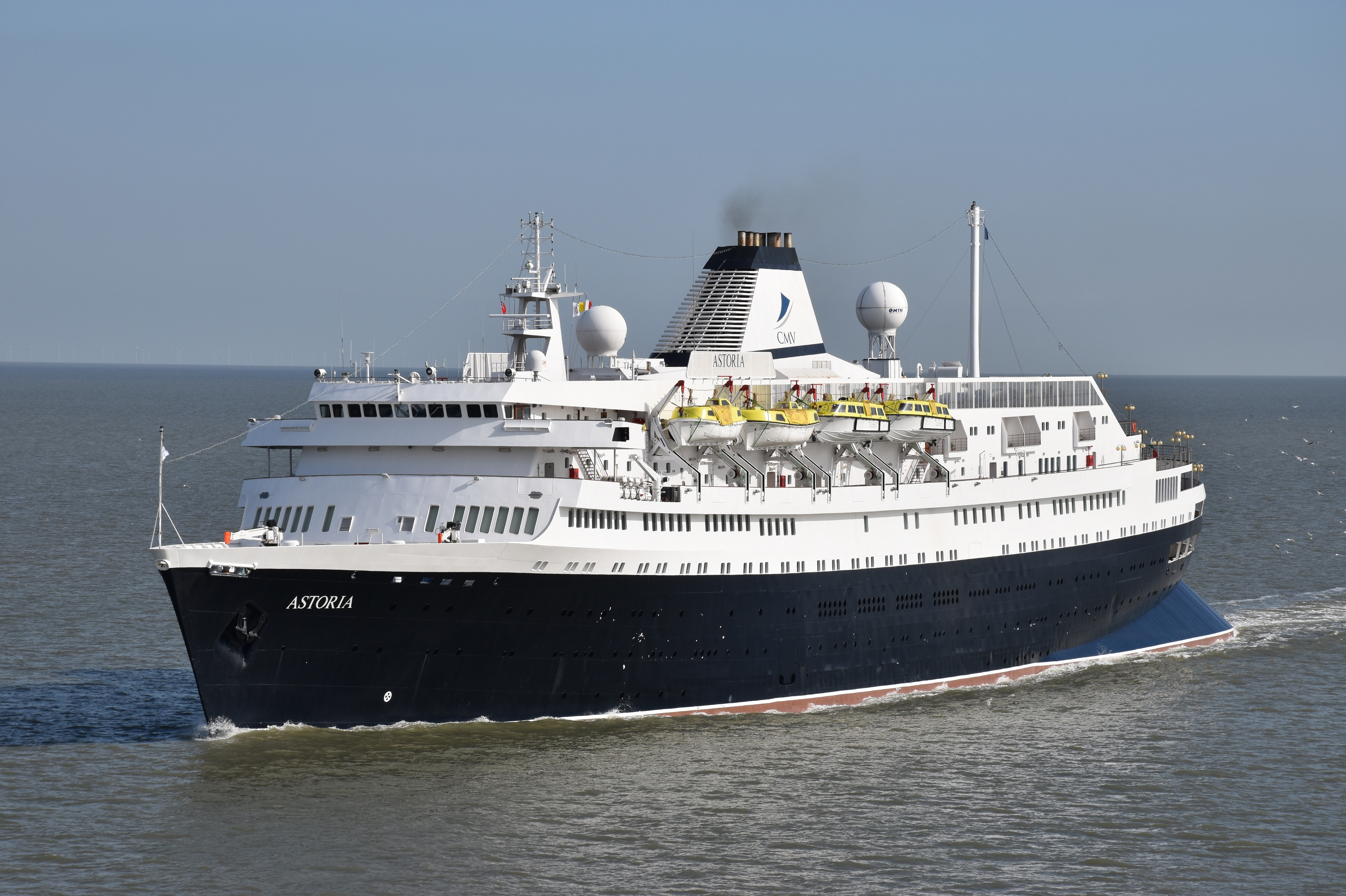
En 2016, l’Azores, repris par Cruise & Maritime Voyages, est renommé Astoria.

L’Azores échappe à l’immobilisation en étant affrété par la compagnie Cruise & Maritime Voyages à partir de janvier 2015, puis repris par cette même compagnie. En 2016, il est renommé Astoria et assure des croisières pour le voyagiste français Rivages du Monde,. Il est actuellement le plus vieux paquebot de croisière en service dans le monde, ayant été lancé en septembre 1946 et mis en service en février 1948.

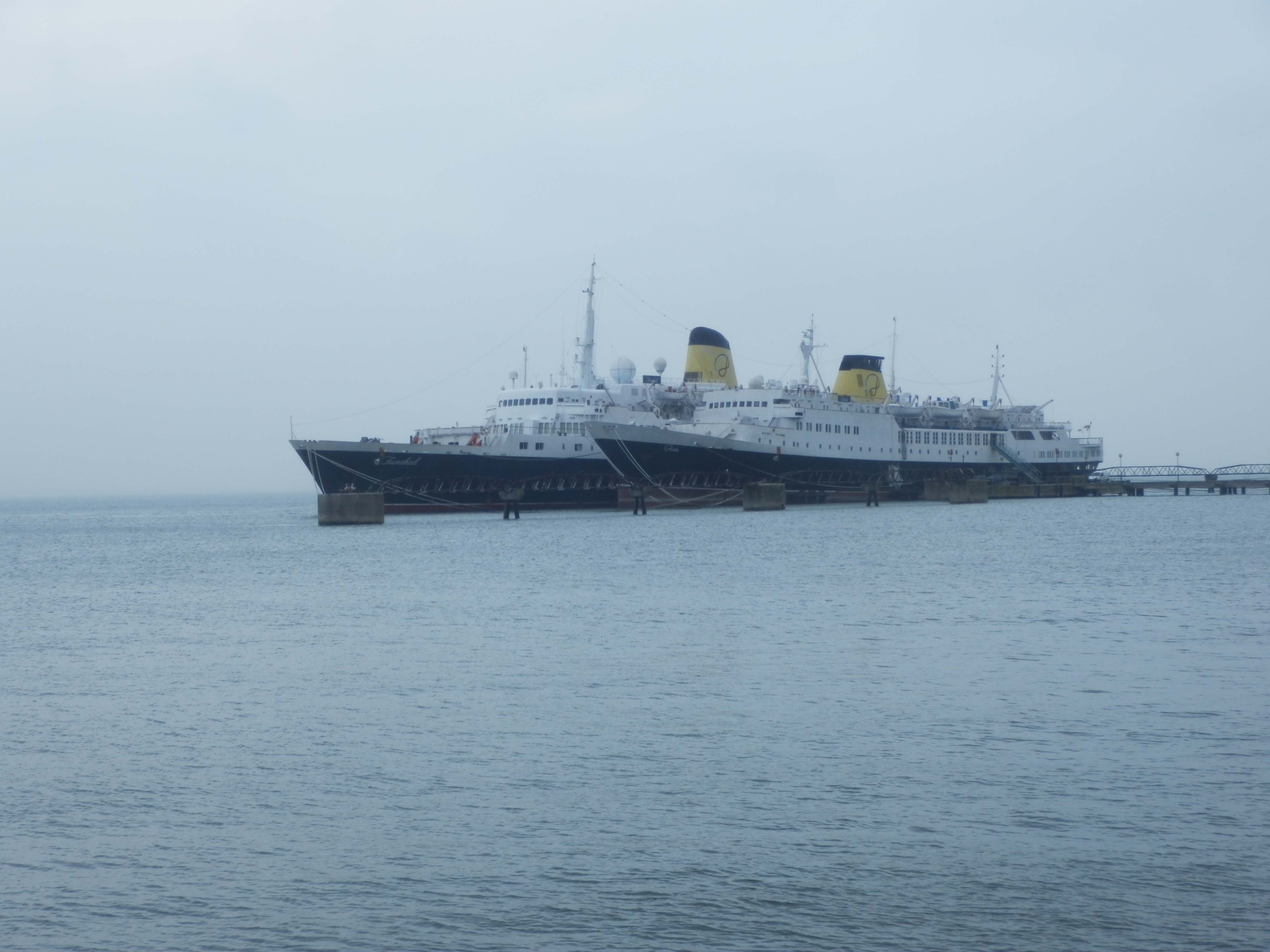
Le Funchal est désarmé à Lisbonne à la suite de l’annulation de sa saison 2015.

À la suite de l’annulation de ses croisières pour 2015, le Funchal est désarmé à Lisbonne, en compagnie du Porto et du Lisboa, à partir de janvier 2015. Vendu aux enchères le 5 décembre 2018, il est acquis pour 3,9 millions de dollars par la société Signature Living, qui projette de le transformer en hôtel flottant à Londres,.
Le destin des Lisboa et Porto s’avère moins chanceux, puisqu’ils ne survivent pas à la disparition de la compagnie. Le premier est vendu pour moins de 3 millions de dollars à la casse à la fin du mois de janvier 2015, avant même la faillite de Portuscale Cruises,,. Son remorquage vers Aliağa, annoncé dans un premier temps pour le mois de mars, débute finalement le 5 juillet 2015,,,. Le  Lisboa arrive à Aliağa le 23 juillet 2015, où il est échoué peu de temps après et détruit,,.

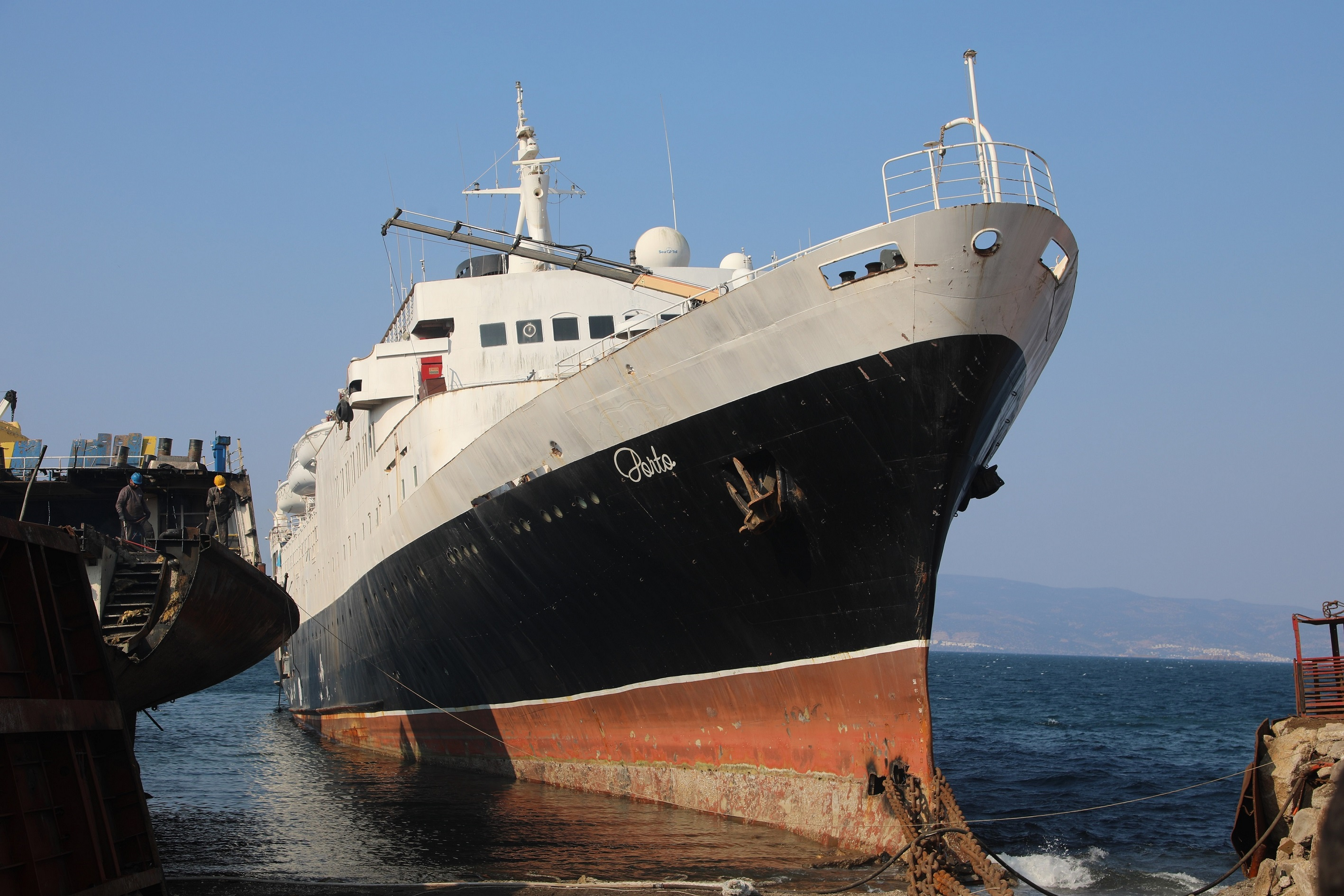
Le Porto est vendu à la casse et détruit à Aliağa à l’automne 2018.

Le Porto reste désarmé à Lisbonne, amarré aux côtés du Funchal, jusqu’à l’automne 2018. En septembre de cette année, il est vendu aux enchères pour 1 000 005 dollars à un démolliseur turc,. Il quitte Lisbonne en remorque le 21 octobre suivant et est échoué à Aliağa, au début du mois de novembre 2018, afin d’y être détruit,,.

## Flotte
Présentation

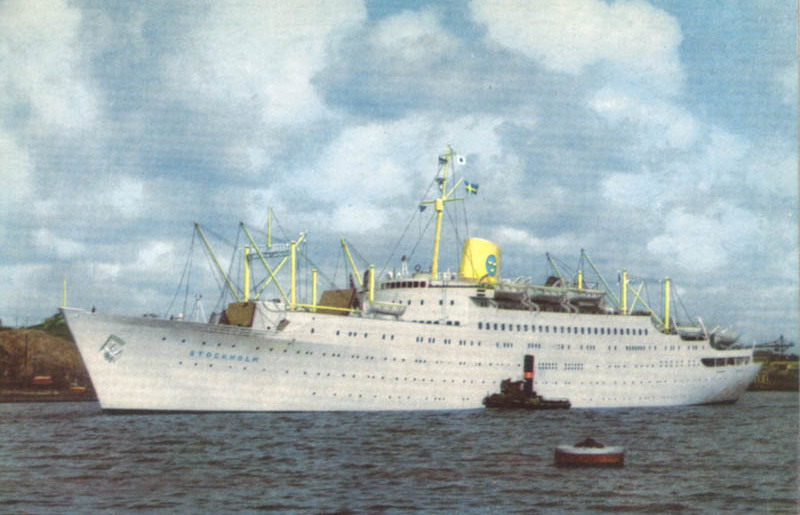
L’Azores, doyen de la flotte, est l’ancien paquebot suédois Stockholm, mis en service en février 1948.

La flotte de Portuscale Cruises se compose de quatre petits navires de croisières, dont la longueur varie de 116 à 162 mètres, issus de la flotte de la compagnie Classic International Cruises à la suite de la faillite de cette dernière en 2012.
La moyenne d’âge est, au moment de la fondation de la société, d’environ 56 ans, le plus vieux navire étant alors l’Azores,. Celui-ci est également le plus vieux navire de croisière en activité dans le monde, puisqu’il s’agit de l’ancien paquebot suédois Stockholm, mis en service en février 1948. Il reste célèbre pour sa collision, le 25 juillet 1956, avec le paquebot italien Andrea Doria dans l’Océan Atlantique nord, et a bénéficié d’une lourde reconstruction au début des années 1990. Le Lisboa, de juillet 1955, est un ancien cargo transformé en navire de croisière dans les années 1970. Le Funchal, d’octobre 1961, est l’un des rares navires dans le monde à n’avoir jamais changé de nom au cours de sa carrière, malgré ses nombreux propriétaires, et son aspect extérieur est resté plus ou moins identique depuis son lancement. Enfin, le Porto, qui est le plus petit navire de Portuscale Cruises, est également le plus récent de la flotte, avec une mise en service en juillet 1965 et seulement 48 ans au compteur au moment de son acquisition,.
Liste des navires
| Nom     | Image                                                                                                 | IMO     | Tonnage  | Longueur | Maître-bau | Capacité    | Année de mise en service | Chantier naval                                    | Statut                                                                                        |
| ------- | --- | ------- | -------- | -------- | ---------- | ----------- | ------------------------ | ------------------------------------------------- | --------------------------------------------------------------------------------------------- |
| Azores  | Photographie en couleurs du navire de croisière Azores à Bremerhaven en mars 2014.                    | 5383304 | 12 644 t | 160,1 m  | 21 m       | 277 cabines | Février 1948             | Ab Götaverken (Göteborg)                          | Repris par Cruise & Maritime Voyages en 2015.                                                 |
| Funchal | Photographie en couleurs du navire de croisière Funchal à Tallinn en août 2014.                       | 5124162 | 10 031 t | 152,7 m  | 19,1 m     | 244 cabines | Octobre 1961             | Helsingør Skibsværft og Maskinbyggeri (Helsingør) | Vendu en 2018 à Signature Living, qui projette de le transformer en hôtel flottant à Londres. |
| Lisboa  | Photographie en couleurs des navire de croisière Lisboa et Porto désarmés à Lisbonne en avril 2014.   | 5282483 | 10 205 t | 162,3 m  | 21,3 m     | 301 cabines | Juillet 1955             | Harland and Wolff (Belfast)                       | Détruit à Aliağa à l’été 2015.                                                                |
| Porto   | Photographie en couleurs des navire de croisière Funchal et Porto désarmés à Lisbonne en février 2016 | 6419057 | 5 634 t  | 116,8 m  | 16,5 m     | 162 cabines | Juillet 1965             | Brodogradiliste Uljanik (Pula)                    | Détruit à Aliağa à l’automne 2018.                                                            |